# 道の駅かみしほろ
道の駅かみしほろ（みちのえきかみしほろ）は、北海道河東郡上士幌町にある国道241号の道の駅である。

## 歴史
- 2015年（平成27年）：国土交通省による重点「道の駅」候補に選定[4]。
- 2018年（平成30年）：ナイタイ高原牧場レストハウス「ナイタイテラス」とともに運営主体となる観光地域商社「株式会社karch（カーチ）」設立[5]。
- 2019年（令和元年）：キャッチコピーが「四季風路（しきふうろ）バルーンのふるさと」に決定[6]。
- 2020年（令和2年）：道の駅登録[1]。新型コロナウイルス感染症（COVID-19）の拡大による緊急事態宣言に伴い、期日を延期してオープン[7]。

## 施設
施設には無停電設備を備えており、災害時には防災拠点としての役割を果たす。また、ふるさと納税や移住、職業紹介のワンストップ窓口を設置して都市と農村の交流を推進するための拠点となるほか、敷地内では熱気球の体験搭乗ができる。
- 駐車場
  - 普通車：265台
  - 大型車：12台
  - キャンピングカー：10台
  - 二輪車：19台
- EV充電器（急速充電器）：1台
- トイレ（24時間利用可能）：23器
- 公衆電話：1台
- 総合案内所
- La table de KAMISHIHORO
- トカトカ
- UC STAND
- THE SAND
- 上士幌特産品直売所
- ふるさと展示
- バルーンフィールド
- ドッグラン

## アクセス
国道241号と国道273号や北海道道337号上士幌士幌音更線の交点に位置している。
- 国道241号 - 登録路線
- 北海道拓殖バス・十勝バス「道の駅かみしほろ」バス停下車
- 帯広空港（とかち帯広空港）から車で約1時間30分
- 釧路空港（たんちょう釧路空港）から車で約2時間30分
- 新千歳空港から車で約2時間30分